# Red Snapper
Red Snapper — британська інструментальна група, заснована в Лондоні в 1993 році Алі Френдом (контрабас), Річардом Тейром (ударні) та Девідом Ейерсом (гітара). До трьох основних учасників також приєднувалися на різних платівках запрошені музиканти та вокалісти. Після возз'єднання 2007 року Том Челленджер (саксофон) також став учасником гурту. За словами музичного журналіста Джейсона Анкені з AllMusic, «британське есід-джазове тріо [вирізняється] новаторським синтезом акустичних інструментів та електронних текстур».

## Кар'єра
Група випустила три EP на Flaw Recordings, перш ніж підписати контракт із Warp Records на випуск дебютного альбому Prince Blimey (1996). Гурт був дещо незвичайною особливістю для Warp Records 1990-х: на відміну від студійного IDM, яким в основному займався лейбл, гурт мав живий та органічний звук: суміш дабу, джазу та всіх темпів брейкбіту. від тріп-хопу до драм-ен-бейсу. У 1997 році Red Snapper (разом з Foo Fighters) підтримали The Prodigy під час їхнього туру Fat of the Land у Великобританії.
Для подальшої роботи Making Bones до них приєдналися MC Det, джазовий трубач Байрон Валлен і співачка Елісон Девід. Пізніше Карім Кендра з'явився на третьому альбомі Our Aim Is to Satisfy (2000).
На початку 2002 року Red Snapper оголосила про розпуск. В інтерв'ю після возз'єднання гурт сказав, що причиною розриву було занадто багато обговорень, що грати, а не грати. Кожен учасник хотів спробувати інший музичний напрямок.
Також у 2002 році був випущений збірник It's All Good. Він включав раніше невиданий трек «Ultraviolet», який також був включений в Red Snapper, збірку невиданих і рідкісних треків Red Snapper, випущену Lo Recordings у 2003 році.
Пізніше у 2003 році був випущений альбом реміксів Redone, який включав треки, реміксовані самими Red Snapper. Пізніше Flameboy Records (належить Джейку Вільямсу, колишньому клавішнику RS) випустив вініл під назвою «RedOne», який включав три треки від Redone і раніше невипущений трек Red Snapper під назвою «Drill» за участю MC Det.

### Возз'єднання
Red Snapper відновлений у 2007 році. Вони повернулися в студію звукозапису, щоб попрацювати над новим матеріалом для шостого альбому. Саксофоніст Том Челленджер грав на сесіях і став учасником гурту.
Red Snapper з'явився на Bloc Weekend у березні 2008 року. Група випустила Pale Blue Dot (на Lo Recordings) 2 жовтня 2008 року.
Гурт виступив на Glade Stage в Гластонбері 2009 року.
У травні 2011 року група випустила Key, сьомий альбом на V2 Benelux з оригінальними учасниками групи Річем Тейром (ударні), Алі Френдом (контрабас/вокал) і Девідом Ейерсом (гітара). До них приєдналися джазовий саксофоніст Том Челленджер і запрошені вокалісти Гевін Кларк (UNKLE, Clayhill) і номінантка на премію Mercury Prize Еліза Карті. Після випуску альбому гурт вирушив у тривалий тур Європою протягом літа 2011 року.
1 вересня 2014 року Red Snapper випустив альбом Hyena на Lo Recordings. Він містить музику, яку група створила для супроводу фільму Touki Bouki.
У 2016 році група гастролювала виступала на джазовому фестивалі Canary Wharf.

### NUMBER
У 2019 році Алі Френд і Річ Тейр сформували Number (стилізований під NUMBER), пост-панк/диско-фанк-гурт, у якому також виступали Ден Карні, Елоїза Герштейн і Луїза Тунсталл-Беренс. Їхній дебютний сингл «Face Down in Ecstasy» випущений у квітні 2019 року разом з альбомом BINARY, випущеним роком пізніше Sunday Best Recordings.

## Дискографія

### Альбоми
- Prince Blimey (1996)
- Making Bones (1999)
- Our Aim Is to Satisfy (2000)
- Red Snapper (2003)
- Redone (2003)
- Key (2011)
- Hyena (2014)